# Tori Amos
Myra Ellen Amos, detta Tori (Newton, 22 agosto 1963), è una compositrice, polistrumentista, cantautrice, interprete, arrangiatrice e produttrice discografica statunitense, tra le più autorevoli e prolifiche della musica del tardo Novecento-XXI secolo.
Mezzo-soprano distintivo e memorabile, voce nuda e senza maschera; prodigio del pianoforte.
Musicalmente multiforme, sui generis, dalle articolazioni melodico-armonico-ritmiche intricate ed eteree, e con strutture dissimili da quelle tipiche della musica popolare, di difficile assimilazione a tutta prima; è sperimentatrice oltremodo versatile e mai ripetitiva.
I suoi testi sono assimilabili a poesia variamente e vastamente interpretabile, caratterizzata da un linguaggio a tratti ermetico, da riferimenti e un punto di vista del tutto personali, «arricchita e complicata da un'infinità di simboli, di allegorie, di metafore spirituali».
Fa richiami a - o costruisce veri e propri “impianti narrativi” su - temi quali la storia (statunitense e Nativo-Americana in primis), la mitologia e le sue implicazioni nella società contemporanea, la politica, la società - in fatto di religione, femminismo, sessismo, ageismo -, il vissuto profondo, la ricerca di un'identità, le relazioni interpersonali: famigliari, tra donne; e molto altro.
Nel 2012 ha vinto il premio ECHO Klassik (Classical Without Borders) per l'album Night of Hunters, crossover nella musica classica.
Nel 2019 le è stato conferito dal più antico conservatorio musicale statunitense, il Peabody Institute, il George Peabody medal for Outstanding Contributions to Music in America ("per gli eccezionali contributi alla musica"), onorificenza assegnata, tra gli altri, a Leonard Bernstein, Ella Fitzgerald e Philip Glass.
È impegnata socialmente in quanto co-fondatrice di RAINN.

## Biografia

### Infanzia
È figlia di un reverendo metodista e di un'insegnante di origini indiane cherokee.
Inizia a suonare il pianoforte a soli due anni e a 5 anni vince una borsa di studio in uno dei conservatori più prestigiosi d'America (il Peabody Conservatory di Baltimora). Tuttavia il conflitto con l'impostazione classica del conservatorio e con le tendenze conservatrici della famiglia nasce dopo aver fatto ingresso nella scuola; Myra Ellen Amos era diventata una ribelle che preferiva improvvisare al pianoforte le canzoni dei suoi miti (Led Zeppelin, The Doors, Elton John, Jimi Hendrix per citarne alcuni) piuttosto che eseguire a memoria le sonate di Beethoven, come richiesto dagli studi. In seguito Tori Amos (il soprannome Tori le verrà dato da un amico – in giapponese Tori significa uccello) inizia a esibirsi in vari pub e a inseguire il successo trasferendosi a Los Angeles. È proprio qui che dopo un suo concerto viene stuprata, avvenimento che la segna profondamente.

### Il successo con la Atlantic
Alla fine degli anni ottanta la Atlantic Records finalmente la nota e nel 1988 le fa incidere con il suo gruppo "Y Kant Tori Read" (che vedeva tra gli altri anche la presenza di Matt Sorum, futuro batterista dei Guns N' Roses) l'omonimo album. Questo album caratterizzato da sonorità hard rock fu un enorme flop che spinse l'Atlantic a "esiliare" l'artista temporaneamente nel Regno Unito in piccole collaborazioni.
 Little Earthquakes 
Sebbene non in patria, Amos non si diede per vinta, anzi ritornò al suo primo amore e cioè la canzone d'autore. Diede vita a Little Earthquakes, inizialmente respinto dalla sua casa discografica, ma poi pubblicato nel 1992. Il risultato fu molto buono: 2 milioni di copie vendute negli Stati Uniti e 5 milioni in tutto il mondo. In quest'album ricorrono tutti i temi principali della crescita di Amos: il difficile rapporto con la religione e con il padre reverendo, il suo femminismo, la vicenda dello stupro, la guerra agli stereotipi. La cantautrice compie virtuosismi pianistici e vocali eccellenti, donando alle tracce una musicalità del tutto particolare e dando al rock nuove sfumature: il pianoforte è impiegato in quasi tutte le canzoni (fa eccezione Me and a Gun che è eseguita a cappella ed è incentrata proprio sulla violenza subita), gli acuti strazianti sottolineano ancora di più la rabbia e il dolore della cantante. Il rapporto con il suo strumento diventa famoso grazie alla postura che assume solitamente mentre lo suona nei suoi concerti dal vivo: gambe divaricate e testa china indietro, come a mimare un rapporto sessuale.

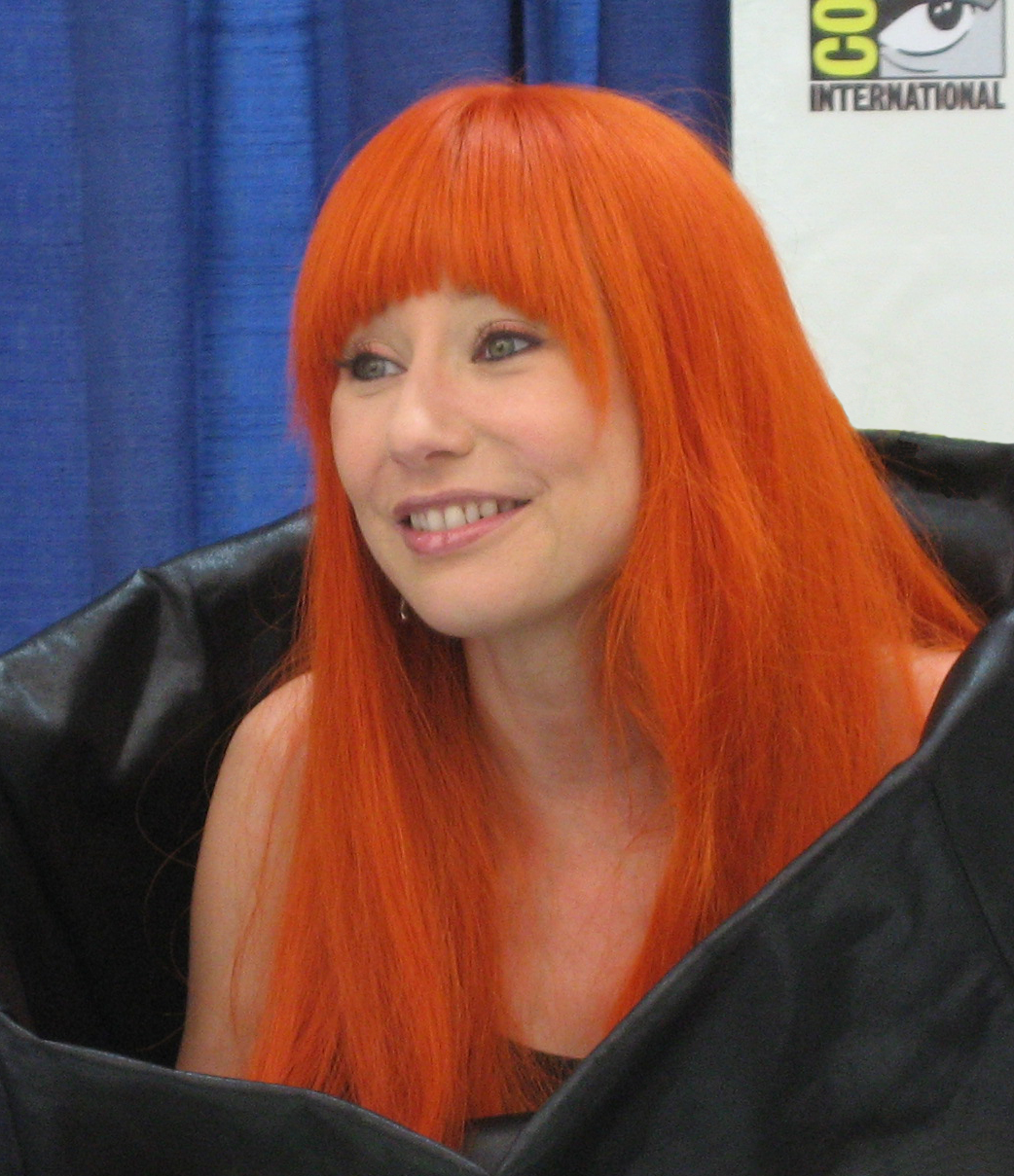
Tori Amos nel 2008.

Nel 1992 viene pubblicato l'EP di Crucify che contiene 5 brani; la versione "remix" di Crucify, un altro brano estratto dal precedente disco (Winter) e 3 cover: Smells Like Teen Spirit dei Nirvana, Thank You dei Led Zeppelin e Angie dei Rolling Stones.
 Under the Pink 
Il 1994 è l'anno della rivelazione per Tori Amos; il suo secondo album Under the Pink la consacra come una delle figure femminili principali della musica rock degli anni novanta. Il nuovo album, lanciato dal singolo Cornflake Girl, vende oltre tre milioni di copie solo negli Stati Uniti e 8 milioni in tutto il mondo. La cantautrice si concentra nuovamente nel conflitto Chiesa-Libertà nella canzone God, ma questa volta sposta la sua attenzione sull'animo femminile, sulle relazioni che intercorrono tra le donne. Protagoniste di quest'album diventano quindi le figure femminili. Eccezionali in Under the Pink sono la voce di Amos e la tecnica pianistica, sempre più raffinata e ricercata, che si fondono e si susseguono in un gioco di continui acuti potentissimi e sussurri sensuali (come ad esempio in Yes, Anastasia, dedicata alla granduchessa Anastasia di Russia).
Nel 1995 collabora alla colonna sonora di Higher Learning, con una nuova canzone, Butterfly, e l'ennesima cover, Losing my religion dei R.E.M.
 Boys for Pele 
Nel 1996 Tori Amos incide in Irlanda Boys for Pele, chiamato così in onore di Pele, dea hawaiana del fuoco. Nelle 18 tracce che costituiscono l'album, l'artista suona, oltre che il suo fedele pianoforte Bösendorfer, il clavicembalo. Abbiamo così modo di ascoltare canzoni in cui questo strumento assume connotazioni sonore ricordanti quelle di una chitarra elettrica, come ad esempio in Professional Widow. Ricordiamo che con un remix dance di questa canzone, curato da Armand van Helden, Amos diventa anche un idolo delle discoteche. Le altre tracce sono caratterizzate da una sonorità cupa, quasi spettrale che portano Tori Amos a comporre canzoni come Talula o Way Down. Il disco replica il successo del precedente con 6 milioni di copie vendute in tutto il mondo.
Caught a Lite Sneeze
Con questo mini disco Tori Amos continua il percorso intrapreso dall'album precedente, i brani contenuti in ordine sono Caught a Lite Sneeze, This Old Man, Hungarian Wedding Song e Toodles Mr. Jim.
 From the Choirgirl Hotel 
Due anni più tardi la cantautrice della Carolina del Nord pubblica From the Choirgirl Hotel, un album concepito dopo un aborto naturale, episodio vissuto in maniera sentitamente drammatica da Tori Amos, come ci fa capire nel brano rock di apertura Spark. In questo album Amos affronta nuove sonorità completamente differenti dalle sue opere precedenti, come si può ascoltare in Raspberry Swirl, nella quale il pianoforte diventa addirittura uno strumento con cui suonare musica dance. Vi sono tuttavia anche brani più dolci come Jackie's Strength, che narra delle vicende di Jacqueline Kennedy. Ancora una volta il disco riscuote un grande successo sia in patria che all'estero, vendendo più di 5 milioni di copie in tutto il mondo.
 To Venus and Back 
Solo un anno dopo assistiamo alla pubblicazione di To Venus and Back, un doppio album comprendente una strepitosa performance dal vivo. Il disco inedito può essere considerata come la naturale evoluzione di From the Choirgirl Hotel; l'utilizzo innovativo dell'elettronica rende totalmente nuovo il sound di Tori, permettendole di esprimere ulteriori sfaccettature della sua anima poliedrica. Il progetto, molto ambizioso e particolare, non ottiene lo stesso successo dei precedenti lavori di Amos, ma riesce comunque a vendere 3 milioni di copie.
 Strange Little Girls 
Nel 2001 la dea del rock (così la chiamano i suoi fan) si cimenta in un'opera ambiziosa, Strange Little Girls, un album composto di sole cover, 12 in totale. Le canzoni originali erano tutte cantate da uomini e trattano tutte lo stesso argomento, ovvero le donne. Amos dà un'interpretazione completamente diversa di ogni canzone e così 12 strane piccole ragazze (anzi 13, due sono gemelle) prendono vita; canzoni come quelle di Neil Young, degli Stranglers, di Tom Waits, di Eminem, degli Slayer e dei Beatles vengono completamente stravolte dalla cantautrice, che questa volta suona, oltre il pianoforte, il pianoforte elettrico Wurlitzer. Tuttavia l'opera non raggiunge il successo sperato; l'album si presenta alquanto noioso e scialbo. Tori Amos sembra quasi esagerare con gli acuti prolungati che caratterizzano alcune delle canzoni. Restano insomma da citare due sole delle strane piccole ragazze, Strange Little Girl e Heart of Gold. Nonostante un buon inizio (debutta al quarto posto negli Stati Uniti), non riesce a replicare il successo dei precedenti lavori. I due milioni di copie vendute non sono considerati un risultato soddisfacente dalla Atlantic, che decide di licenziare Amos, la quale passa alla casa discografica Epic.
Per la Atlantic pubblicherà nel 2003 Tales of a Librarian, un'"autobiografia musicale" come lo definisce l'artista stessa, ossia un album con una raccolta dei suoi successi rimixati per l'occasione.

### Il passaggio alla Epic
Scarlet's Walk
Così, dopo un matrimonio con il suo tecnico del suono Mark Hawley e l'inizio di una gravidanza, Tori Amos compone nel 2002 Scarlet's Walk, un album romanzato che narra le vicende appunto di Scarlet (Rossella, in onore di Rossella O'Hara del romanzo Via col vento). Un album molto più tranquillo rispetto agli altri, un album in cui la cantautrice di Newton s'immedesima completamente in Scarlet raccontandone le vicende, un album politico – Tori Amos si dichiarò sinceramente colpita dagli avvenimenti dell'11 settembre 2001 – album che tratta, come di consueto, la religione. Qui l'artista riesce a donarci melodie più semplici da seguire grazie a un approccio completamente diverso con il pianoforte elettrico Wurlitzer, strumento che accompagna dolcemente la voce di Amos questa volta più pacata e riflessiva. Scarlet's Walk rappresenta uno dei capitoli più importanti e artisticamente maturi della cantante; come tutto ciò composto da Tori Amos, anche Scarlet's Walk può inizialmente disorientare, non trattandosi di un "easy" album. Nelle classifiche il disco riscuote un discreto successo vendendo 2 milioni di copie, ma gli anni d'oro per Amos sembrano definitivamente passati.
The Beekeeper
Tre anni dopo, in seguito alla nascita della figlia Natashya, Tori Amos pubblica The Beekeeper, nel quale vengono affrontati molteplici argomenti che l'artista racchiude in piccoli nuclei tematici, appunti simili alle celle di un favo. In quest'album è presente anche un duetto con il cantautore irlandese Damien Rice. The Beekeeper, a detta di Tori Amos, è il frutto di enormi cambiamenti nella sua vita privata (la nascita della figlia) e di una maggiore pace con sé stessa e col passato non sempre felice. The Beekeeper presenta brani più orecchiabili e radiofonici, senza necessariamente risentire di una mancanza di qualità. Argomento particolarmente importante dell'album è la religione, soprattutto la questione delle due Marie e la concezione limitata che si ha di queste due figure. Ancora una volta il disco riesce a vendere piuttosto bene, superando i due milioni di copie.
Nel 2005 Tori Amos è stata impegnata nel suo settimo tour mondiale Original Sinsuality. Tra l'agosto e l'autunno 2005 sono stati pubblicati sei bootleg live.
American Doll Posse

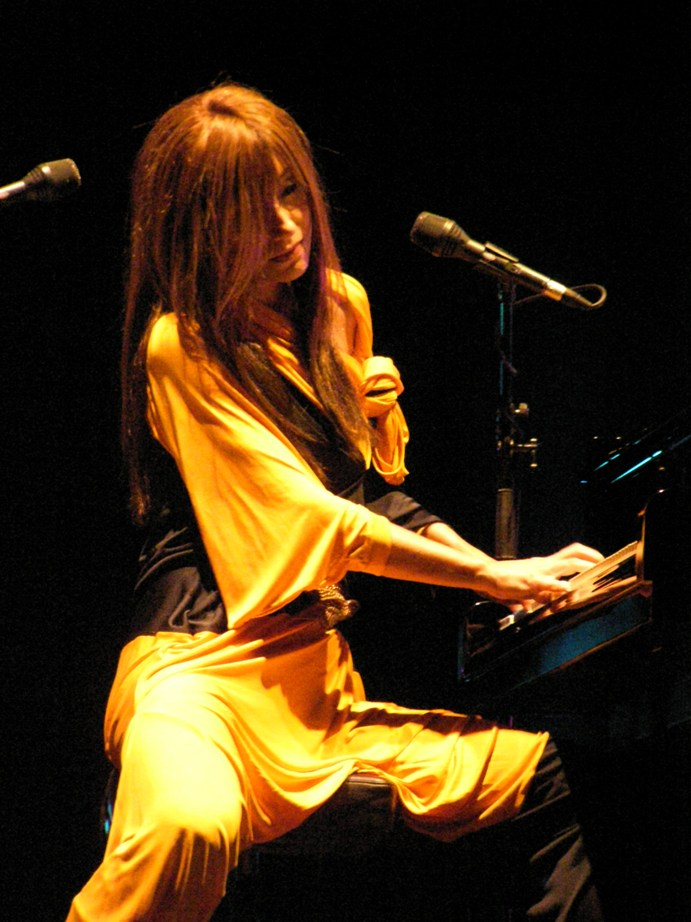
Tori Amos in un concerto in Israele nel 2007.

Il 1º maggio 2007 viene pubblicato l'album, registrato in Cornovaglia come il precedente, American Doll Posse. Secondo le dichiarazioni della cantante stessa e della casa discografica, il nuovo album di Tori, coprodotto dalla poetessa statunitense Erzsebet Beck, si presenta con uno stampo fortemente rock, presentando melodie più forti e meno soft. Affronta come sempre temi forti come la religione e la politica. Ha destato molto scalpore la fotografia pubblicata durante il comunicato del nuovo album; Amos si presenta con un nuovo taglio di capelli, in una mano stringe la Bibbia e sull'altra porta la scritta shame, vergogna in inglese, mentre scorre del sangue mestruale lungo una gamba. Il disco vende 1 milione e mezzo di copie in tutto il mondo, vendendo molto bene negli Stati Uniti, ma non altrettanto in Gran Bretagna.
L'artista vive in Inghilterra. Tori Amos è considerata da critici e pubblico una delle più importanti figure del rock degli anni novanta; la sua influenza si nota ampiamente in alcuni nuovi artisti emergenti come Rufus Wainwright, The Dresden Dolls o Fiona Apple. Tori Amos rappresenta in ogni modo quasi un unicum, per le sue peculiarità vocali e di compositrice e per l'instancabile voglia di sperimentare. Anche se a livello commerciale il suo seguito non è più così forte come negli anni novanta, Amos rimane una delle più luminose stelle del rock femminile.
Abnormally Attracted to Sin
Nel maggio del 2008 il portavoce di Tori Amos ha annunciato che l'artista, dopo aver lavorato per diversi anni con importanti case discografiche, ha abbandonato la Epic Records per comporre musica in totale autonomia. Come previsto, il 19 maggio del 2009 la cantautrice statunitense torna sulle scene della musica internazionale con la pubblicazione del suo decimo lavoro, intitolato Abnormally Attracted To Sin. L'album, registrato nello studio del marito Mark Hawley in Cornovaglia, esplora nuove tematiche, come la concezione di potere nei rapporti interpersonali, in particolare tra le donne, il peccato, la religione, la famiglia e il modo in cui definirle. I brani dell'album, spiega l'artista, sono stati concepiti in un momento molto particolare, in cui la società è stata costretta ad affrontare una profonda crisi economica. Tori Amos ha voluto preparare, inoltre, una versione deluxe dell'album a tiratura limitata, accompagnando a ogni canzone delle "visualetts", che provvedano a narrare visivamente il senso del testo. Il primo singolo estratto è Welcome to England, scesa alla posizione numero 10 della classifica statunitense "Triple A".
 Midwinter Graces 
Il 10 novembre del 2009 Tori Amos ha pubblicato l'album intitolato Midwinter Graces. Si tratta della prima raccolta di canzoni natalizie e canti popolari che la cantautrice ha registrato nel suo studio domestico, per un totale di 12 canzoni tra inediti e cover.
 Night of Hunters 
Ad agosto 2011 è uscito Carry, brano che anticipa l'album Night of Hunters uscito il 20 settembre 2011.
Gold Dust
Il 1º ottobre 2012 viene pubblicato Gold Dust, una raccolta di quattordici brani registrati con il contributo della Metropole Orchestra diretta da Jules Buckley.

## Discografia
- 1992 - Little Earthquakes
- 1994 - Under the Pink
- 1996 - Boys for Pele
- 1998 - From the Choirgirl Hotel
- 1999 - To Venus and Back
- 2001 - Strange Little Girls
- 2002 - Scarlet's Walk
- 2005 - The Beekeeper
- 2007 - American Doll Posse
- 2009 - Abnormally Attracted to Sin
- 2009 - Midwinter Graces
- 2011 - Night of Hunters
- 2012 - Gold Dust
- 2014 - Unrepentant Geraldines
- 2017 - Native Invader
- 2021 - Ocean to Ocean
- 2025 - The Music of Tori and the Muses